# Lepidosaphes ocellata
Lepidosaphes ocellata är en insektsart som först beskrevs av Green 1907.  Lepidosaphes ocellata ingår i släktet Lepidosaphes och familjen pansarsköldlöss.
Artens utbredningsområde är Seychellerna. Inga underarter finns listade i Catalogue of Life.